# Godoy Cruz
Godoy Cruz è una città dell'Argentina nella provincia di Mendoza. Ha una popolazione di circa 183 000 abitanti e fa parte dell'area metropolitana della capitale provinciale Mendoza.

## Storia
Godoy Cruz era inizialmente nota come Villa de San Vicente (dal 1872) e successivamente Villa Belgrano (1889). Il 9 febbraio 1909 le fu conferito lo stato di città e le fu dato il nome attuale, in omaggio al dottor Tomás Godoy Cruz, che rappresentò la provincia di Mendoza al Congresso di Tucumán (nel quale fu proclamata l'indipendenza dell'Argentina, nel 1816) e fu governatore e legislatore della provincia stessa.

## Sport
La città è sede del Godoy Cruz Antonio Tomba, un club polisportivo la cui sezione calcistica ha raggiunto per la prima volta la Primera División Argentina nel 2006.